# Cabera plumbeata
Cabera plumbeata är en fjärilsart som beskrevs av Hackray 1946. Cabera plumbeata ingår i släktet Cabera och familjen mätare. Inga underarter finns listade i Catalogue of Life.